# Mbenza Bedi
Mbenza Bedi (* 11. September 1984 in Milange, Zaire) ist ein ehemaliger kongolesischer Fußballspieler.

## Vereinskarriere
Seine Profikarriere begann er im Kongo bei AC Dynamique aus Kindu, bevor er 2006 zum Hauptstadtklub Bel'Or Kinshasa wechselte. Im Januar 2007 unterschrieb Mbenza Bedi einen Vertrag beim amtierenden Meister TP Mazembe, mit dem er 2007 und 2009 erneut die Meisterschaft der Linafoot (Ligue nationale de football) gewinnen konnte.
Mit TP Mazembe gewann er zudem in den Jahren 2009 und 2010 die afrikanische Champions League. Damit qualifizierte sich der Verein auch für die FIFA-Klub-Weltmeisterschaft. Nach dem Vorrunden-Aus 2009 erreichte Mbenza Bedi mit TP Mazembe bei der Klub-WM 2010 das Finale nach Siegen über CF Pachuca und SC Internacional Porto Alegre. Bedi ist in der Geschichte der Klub-WM erst der zweite Spieler nach Dwight Yorke, dem es bei zwei verschiedenen Klub-Weltmeisterschaften gelang, ein Tor zu erzielen. 2011 wechselte er nach Belgien zum RSC Anderlecht, wo er sich in den folgenden zwei Jahren jedoch nicht durchsetzen konnte.
Am 14. Januar 2013 unterzeichnete Mbenza Bedi einen Vertrag bei Club Africain. Der Vertrag läuft in der Saison 2015/16 aus, bis dahin wird Bedi voraussichtlich in der Hauptstadt Tunesiens für den zwölffachen Meister spielen. Doch schon im April 2014 wechselte er zurück zu TP Mazembe. Das erste Halbjahr der Saison 2015 spielte er in Angola für Kabuscorp FC do Palanca und im Sommer ging er zum FC Renaissance du Congo.
2017 spielte er abermals eine Saison für TP Mazembe und wechselte danach zum Ligarivalen JS Groupe Bazano.

### Nationalmannschaft
2009 wurde Mbenza Bedi von Nationaltrainer Patrice Neveu erstmals in die A-Nationalmannschaft des Kongo berufen und nahm mit dem Team an den African Nations Championships teil. Bei dem Turnier sind nur Akteure spielberechtigt, die noch in den nationalen Meisterschaften ihrer Heimatländer spielen. Bei dieser Nationenmeisterschaft 2009 in der Elfenbeinküste gewann der Offensivspieler mit der kongolesischen Auswahl im Finale am 8. März gegen Ghana, dabei erzielte Mbenza Bedi das Tor zum 2:0-Endstand. In der Qualifikation zur Afrikameisterschaft 2010 in Angola scheiterte die Nationalmannschaft in der Vorrunde.

## Erfolge
- Kongolesischer Meister: 2009, 2011, 2014, 2017
- Belgischer Meister: 2012, 2013